# Steven Van Zandt
Steven Van Zandt (nascido Steven Lento em Winthrop, 22 de novembro de 1950), conhecido profissionalmente também como Little Steve e Miami Steve, é um cantor, músico, produtor musical, ator e DJ norte-americano. Ele é membro da E Street Band, onde toca guitarra e bandolim, e também já atuou nas séries de televisão The Sopranos e Lilyhammer.

## Início de vida
Van Zandt nasceu com registrado como "Steven Lento" em Winthrop, Massachusetts. É parcialmente descendente de italianos; seu avô era da Calábria e os pais de sua avó eram de Nápoles.  Sua mãe, Mary, casou-se novamente em 1957 e ele adotou o sobrenome de seu padrasto, William Brewster Van Zandt. A família mudou-se para Middletown, Nova Jersey, quando ele tinha sete anos.
Van Zandt aprendeu a tocar violão desde jovem. Assistiu às apresentações dos Beatles no The Ed Sullivan Show e dos Rolling Stones no The Hollywood Palace (ambos em 1964), referindo-se a eles como "O Big Bang do Rock n 'Roll".